# Wazir Khan (Sirhind)
Wazir Khan (falecido em 1710, nome verdadeiro Mirza Askari ) foi governador de Sirhind, administrando um território do Império Mughal entre os rios Sutlej e Yamuna. 
Wazir Khan é conhecido por seus conflitos com os Sikhs e se tornou famoso por ordenar a execução dos filhos mais novos do Guru Gobind Singh (Sahibzada Fateh Singh e Sahibzada Zorawar Singh ) em 1704. Ele era o governador de Sirihind, quando prendeu os dois filhos mais novos do Guru Gobind Singh. Wazir Khan tentou forçar os filhos do Guru a abraçar o Islã. Ele os bloqueou vivos, quando se recusaram a aceitar o Islã apesar de que as tipificações dos tipos de pena de morte dos turcos e mongóis não estavam alicerçadas em nenhuma passagem do Corão ou da Suna.
Ele foi decapitado por um Sikh chamado Fateh Singh, um guerreiro do exército Sikh liderado por Banda Singh Bahadur, durante a Batalha de Chappar Chiri em maio de 1710 com apoio de dois soldados que mais tarde se tornaram santos sufis.